# Oswestry
Oswestry (IPA: /ˈɒzwəstɹɪ/, wal. Croesoswallt) – miasto i civil parish w Wielkiej Brytanii, w Anglii, w hrabstwie Shropshire, w dystrykcie (unitary authority) Shropshire. Położone jest blisko granicy z Walią u zbiegu dróg krajowych A5, A483 i A495. Miasto jest stolicą gminy Oswestry i trzecim pod względem wielkości miastem hrabstwa, po Telford i Shrewsbury. W 2011 roku civil parish liczyła 17 105 mieszkańców.

## Historia
Obszar zaludniony był w czasach prehistorycznych. Na terenie miasta istnieje grodzisko z roku 550 p.n.e., a fortyfikacje widoczne są aż po dziś. Na terenie obecnego miasta miała miejsce bitwa pod Maserfield, w której starli się anglosaski król Penda i król Oswald, który zginął w walce. Istnieje prawdopodobieństwo że nazwa miasta pochodzi od jego imienia, a właściwie zwrotu "drzewo Oswalda". Oswestry jest wspomniana w Domesday Book (1086) jako Luure. W roku 1990 miasto uzyskało prawo urządzania targu w środę. 

## Między Walią a Anglią
Będąc miastem granicznym z Walią, przez całą historię miasta odczuwało wpływy kultury walijskiej, widoczne np. w nazewnictwie ulic. W średniowieczu miasto kilkakrotnie zmieniało swą przynależność. W roku 1400 w mieście wybuchła rebelia przeciwko królowi Henrykowi IV, którą wywołał i której przewodniczył Owain Glyndŵr – książę walijski.